# Clemens Franz de Paula von Bayern

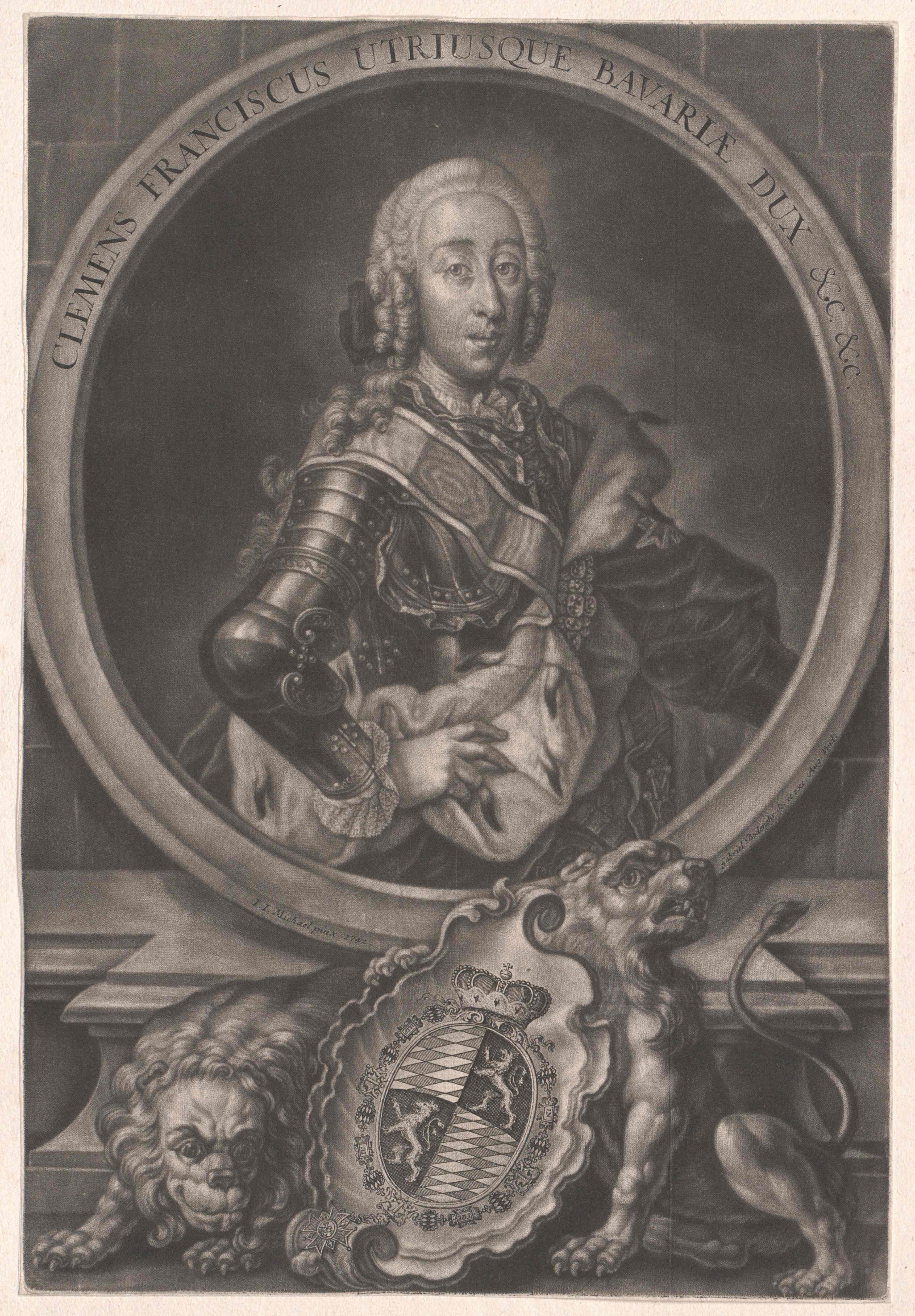
Clemens Franz de Paula

Clemens Franz de Paula, Prinz von Bayern (* 19. April 1722 in München; † 6. August 1770 ebenda), war der zweite Sohn des kaiserlichen Feldmarschalls Ferdinand Maria Innozenz von Bayern und damit ein Enkel des bayerischen Kurfürsten Maximilian II. Emanuel.

## Leben
Am 17. Januar 1742 heiratete er in Mannheim Maria Anna von Pfalz-Sulzbach, eine Tochter von Joseph Karl von Pfalz-Sulzbach und Enkelin des pfälzischen Kurfürsten Karl III. Philipp. Zwischen 1748 und 1756 wurden dem Paar ein Sohn und drei Töchter geboren, die allesamt im Kindesalter verstarben. Überlebende Söhne aus der Ehe hätten 1777 nach dem Tod Maximilian III. Joseph die bayrische Kurwürde geerbt. Demnach war Clemens Franz 25 Jahre lang (von 1745 bis 1770) de facto Kurprinz von Bayern. Die früh verstorbene Herzogin Theresia Emanuela von Bayern (1723–1743) war seine einzige Schwester. Die Pfälzer Kurfürstin Elisabeth Auguste und Herzog Clemens Franz hatten eine lebenslange Affäre, wovon über hundert Briefe zeugen. 
Als sein Kabinettssekretär wirkte bis zu seinem Tod der bayerische Gelehrte Andreas Felix von Oefele. Clemens Franz wirkte vielseitig als Mäzen der Künste und der Wissenschaften. In seinem Stadtschloss hatte er ein kleines Hoftheater und er führte eine Hofkapelle. 1741 entstand ein Gartenhaus, das ab 1757 zu einer kleinen Schlossanlage ausgebaut, und bald als Clemensschlößl bekannt wurde. Hier pflegte Clemens Franz gewöhnlich die Sommermonate zu verbringen. 

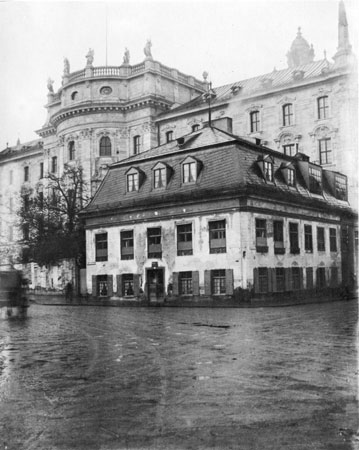
Clemensschlößl kurz vor seinem Abriss im Herzoggarten 1895, im Hintergrund bereits der Neubau des Justizpalastes

Clemens Franz hatte auch Güter in Böhmen, darunter Reichsstadt. Nach seinem Tode gingen die Besitzungen auf Maximilian III. Joseph über. Der von Herzog Clemens Franz 1769 von den in Böhmen gelegenen Gütern gestiftete Fideiskommiß für Nachgeborene des herzoglichen Hauses fiel 1803 in Folge des Reichsdeputationshauptschlusses vom bayerischen Kurfürsten entschädigungslos an den Habsburger Großherzog Ferdinand. Das Grab von Clemens Franz befindet sich in der Theatinerkirche und sein Herz wurde getrennt bestattet und befindet sich wie das seiner Gemahlin in der Gnadenkapelle von Altötting.